# Ykköskanava
Ykköskanava var program på finska som sändes varannan vecka på SVT 1981–1992. Programmet var 30 minuter långt, ibland längre beroende på vilka reportage som sändes. Varannan gång sändes reportage från YLE. Ykköskanava ersattes av Sisu-TV 1992.